# Panvel
Panvel ist eine Stadt im Bundesstaat Maharashtra im Westen Indiens. Sie ist Teil des Distrikts Raigad. Panvel ist in 38 Wards gegliedert und wird als Municipal Council verwaltet. Die Stadt ist Teil der Metropolregion Mumbai. Von Panvel aus sind es nach Mumbai 35 Kilometer.

## Geschichte
Panvel (von den Briten auch als Panwell bekannt) ist etwa 300 Jahre alt und wurde um Handelswege (zu Land und zu Wasser) zu erschließen, von den Marathen, Briten und Portugiesen entwickelt. Panvel war einst berühmt für seinen Reismarkt. Der Panvel Municipal Council  wurde im Jahr 1852 gegründet und ist der älteste Municipal Council von Maharashtra.

## Demografie
Die Einwohnerzahl der Stadt liegt laut der Volkszählung von 2011 bei 180.020. Panvel hat ein Geschlechterverhältnis von 946 Frauen pro 1000 Männer und damit einen für Indien üblichen Männerüberschuss. Die Alphabetisierungsrate lag bei 93,9 % im Jahr 2011. Knapp 78,6 % der Bevölkerung sind Hindus, ca. 10,9 % sind Muslime, ca. 5,9 % sind Buddhisten, ca. 2,1 % sind Christen, ca. 1,3 % sind Jainas und ca. 1,1 % gehören anderen Religionen an oder sind religionslos. 10,3 % der Bevölkerung sind Kinder unter sechs Jahren.

## Wirtschaft
Aufgrund der Nähe zu Mumbai haben sich in der Vorstadt verschiedene Industrien angesiedelt. Der Jawaharlal Nehru Port befindet sich in der unmittelbaren Umgebung.

## Infrastruktur
Panvel ist ein wichtiger Knotenpunkt, da sich hier viele wichtige Straßen treffen und durch die Stadt führen. Von hier aus fahren die Schnellstraßen Mumbai-Pune, Sion-Panvel, National Highway 4B und National Highway 66 ab, während der National Highway 4 die Stadt durchquert. Die Stadt hat eine eigene Eisenbahnstation.